# Hildebrandtiella endotrichelloides
Hildebrandtiella endotrichelloides là một loài Rêu trong họ Pterobryaceae. Loài này được Müll. Hal. miêu tả khoa học đầu tiên năm 1876.